# Afroman
Joseph Edgar Foreman (Los Angeles, 29 de julho de 1974), mais conhecido pelo seu nome artístico Afroman, é um rapper estadunidense, mais conhecido por desenvolver as canções "Crazy Rap e "Because I Got High". 
Esta última ficou famosa no Brasil quando virou tema do quadro do Homem-Berinjela, do programa Pânico na TV, da RedeTV!. Além disso, tornou-se um hit popular na internet e foi nomeado para o Grammy em 2002. Em 2015 se envolveu em uma polemica, após dar um soco em uma fã que subiu no palco durante um concerto.

## Álbuns
| Ano  | Álbum                                         |
| ---- | --------------------------------------------- |
| 1998 | My Fro-losophy                                |
| 2000 | Because I Got High                            |
| 2000 | Sell Your Dope                                |
| 2001 | The Good Times                                |
| 2004 | Afroholic... The Even Better Times            |
| 2004 | Jobe Bells                                    |
| 2004 | 4R0:20                                        |
| 2004 | The Hungry Hustlerz: Starvation Is Motivation |
| 2006 | Drunk 'n' High                                |
| 2006 | A Colt 45 Christmas                           |
| 2008 | Waiting to Inhale                             |
| 2008 | Greatest Hitz Live                            |
| 2009 | Frobama: Head of State                        |
| 2011 | Save a Cadillac, Ride a Homeboy               |
| 2012 | Marijuana Music                               |